# 12 juillet 1910
Le mardi 12 juillet 1910 est le 193e jour de l'année 1910.

## Naissances
- Eberhard von Breitenbuch (mort le 21 septembre 1980), résistant allemand au nazisme
- Frank Richter (mort le 20 novembre 1977), homme politique canadien
- Léon Level (mort le 26 mars 1949), cycliste français
- Mohamed Jamoussi (mort le 3 janvier 1982), chanteur, compositeur, acteur et poète tunisien
- Solange de La Baume (morte le 6 mars 2014), journaliste française
- Walter Forster (mort le 25 décembre 1986), entomologiste et zoologiste allemand (1910-1986)

## Décès
- Charles Rolls (né le 27 août 1877), aristocrate de la noblesse britannique

## Événements
- Découverte de l'astéroïde (701) Oriola
- Des affrontements armés aux confins algéro-marocains entre soldats français et insurgés marocains font une dizaine de morts;
- Charles Rolls se tue accidentellement dans un meeting aérien au-dessus de à Bournemouth dans un accident aérien. C'est la première victime aérienne britannique de l'histoire.
- Début de la quatrième conférence internationale des États Américains à Buenos Aires[1]. Création de l’Union panaméricaine.